# Lithophane pertrolignea
Lithophane pertrolignea là một loài bướm đêm trong họ Noctuidae.